# Valentina Bassi
Valentina Bassi (Trelew, 13 de noviembre de 1972) es una actriz argentina con una extensa trayectoria en cine, teatro y televisión.
Se formó como actriz en el Taller Municipal de Teatro de Trelew y luego estudió en Buenos Aires con Raúl Serrano, además de cursar talleres en el Centro Cultural Ricardo Rojas.
La película El caso María Soledad fue su primer trabajo profesional, cuando ya estaba estudiando en Buenos Aires, después de haber hecho teatro en Trelew. Fue elegida entre más de 600 actrices para interpretar a María Soledad Morales, la historia de una chica asesinada y violada en Catamarca, un caso que tuvo vinculaciones con personajes de la política provincial y tomó relevancia nacional. La actriz calificó ese trabajo como "extremadamente conmovedor y muy movilizante ".

## Filmografía

### Cine
| Año  | Película                                | Papel                  | Director               |
| ---- | --------------------------------------- | ---------------------- | ---------------------- |
| 1993 | El caso María Soledad                   | María Soledad Morales  | Hector Olivera         |
| 1995 | Patrón                                  | Ana                    | Jorge Rocca            |
| 1996 | Un crisantemo estalla en cinco esquinas | Magdalena              | Daniel Burman          |
| 1997 | 5 pal peso                              | Pía                    | Raúl Perrone           |
| 1999 | El visitante                            | Julia Duggan           | Javier Olivera         |
| 2002 | Un día de suerte                        | Elsa                   | Sandra Gugliota        |
| 2002 | Todas las azafatas van al cielo         | Liliana "Lili"         | Daniel Burman          |
| 2003 | Lugares comunes                         | Natacha                | Adolfo Aristarain      |
| 2004 | Próxima salida                          | Lisa                   | Nicolás Tuoso          |
| 2005 | Otra vuelta                             | Luisa                  | Santiago Palavecino    |
| 2006 | El boquete                              | Mirna Alzerri / Susana | Mariano Mucchi         |
| 2009 | Rodney                                  | Laura                  | Diego Rafecas          |
| 2010 | La plegaria del vidente                 | Natalia                | Gonzalo Calzada        |
| 2016 | Las Ineses                              | Rosa                   | Pablo José Meza        |
| 2017 | Al desierto                             | Julia                  | Ulises Rosell          |
| 2021 | Yo nena, yo princesa                    | Silvia                 | Federico Palazzo       |
| 2022 | Natalia Natalia                         | Lola Rembado           | Juan Bautista Stagnaro |
| 2023 | Una flor en el barro                    | Clara                  | Nicolás Tuozzo         |

### Cortometrajes
| Año  | Cortometraje                                              | Papel          | Director           |
| ---- | --------------------------------------------------------- | -------------- | ------------------ |
| 2024 | Nuestro Reino                                             | Maestra Martha | Maximiliano Wurzel |
| 2017 | Libro de la Memoria: Homenaje a las víctimas del atentado | Víctima        | Matias Bertilotti  |
| 2003 | Puerto de partida                                         | Patricia       | Vicente Linares    |
| 2001 | La caída del imperio                                      | Nora           | Fernando Merinero  |

### Teatro
| Año       | Obra                                               | Papel    | Teatro                                    |
| --------- | -------------------------------------------------- | -------- | ----------------------------------------- |
| 1995      | El organito                                        |          | Teatro Cervantes                          |
| 1995      | Babilonia                                          | Pucca    | Teatro Cervantes                          |
| 1996      | La chunga                                          | Chunga   | Teatro San Martín                         |
| 1997      | Misántropo                                         | Bella    | Teatro Regina                             |
| 1999      | Locos de verano                                    | Elena    | Teatro Alvear                             |
| 1999-2000 | Androcles y el león                                | Jaira    | Teatro San Martín, junto al grupo macocos |
| 2000      | A propósito de la duda                             | Sol      | Centro cultural rojas                     |
| 2000      | Teatro por la Identidad                            | Julia    | Centro cultural recoleta                  |
| 2001      | Pingüinos                                          |          | Multiteatro                               |
| 2004      | Amarás la noche                                    | Victoria | Teatro Anfitrión                          |
| 2008-2009 | Apenas el fin del mundo                            | Pilar    | Espacio Callejón                          |
| 2010      | Estaba en mi casa y esperaba que llegara la lluvia | Luz      | Teatro San Martín                         |
| 2012      | Mujeres en el aire                                 | María    | Centro Cultural Konex                     |
| 2013-2014 | La casa de Bernarda Alba                           | Grisel   | Teatro Regina                             |
| 2016      | Medea en Manhattan                                 | Medea    | Centro cultural konex                     |
| 2017      | Falladas                                           |          | Teatro Multiteatro                        |
| 2018      | El ardor                                           |          | Teatro Auditorim Mar del Plata            |
| 2018-2019 | La ratonera                                        | Nora     | Teatro Multitabaris                       |
| 2019      | Burundanga                                         |          | Teatro Multitabaris                       |
| 2022-2023 | Los gestos bárbaros                                |          | Teatro Picadero                           |
| 2023      | Burundanga                                         |          | Teatro Hasta Trilce                       |
| 2025      | Las chicas solo buscan divertirse                  | Mechi    | Teatro Santa Fe                           |

## Televisión
| Año       | Título                           | Personaje                 | Notas                                               | Canal              |
| --------- | -------------------------------- | ------------------------- | --------------------------------------------------- | ------------------ |
| 1993      | Mi mamá me ama                   |                           | Participación                                       | Canal 9            |
| 1994      | Alta comedia                     | Mercedes                  | Participación                                       | Canal 9            |
| 1994      | La marca del deseo               | María Soledad             | Telenovela cancelada                                | Telefe             |
| 1994      | Nueve lunas                      | Luciana                   | Elenco Secundario                                   | Canal 13           |
| 1994      | Aprender a volar                 | Victoria                  | Elenco Secundario                                   | Canal 13           |
| 1995      | Sin condena                      |                           |                                                     | Canal 9            |
| 1995      | Poliladron                       | Daisy Gimenez             | Temporada 1, Episodio 41 - 42                       | Canal 13           |
| 1996-1998 | Verdad consecuencia              | Carolina Gutierrez        | Protagonista                                        | Canal 13           |
| 1999      | El hombre                        | Alejandra Maciel          | Coprotagonista                                      | Canal 13           |
| 2000      | Primicias                        | Catalina "Cati" Baigorria | Coprotagonista                                      | Canal 13           |
| 2001      | Tiempo final 2                   | Ines Ortiz                | Epi 35: "La tasación"                               | Telefe             |
| 2001      | Un mundo de sensaciones          | Nina                      | Coprotagonista                                      | America TV         |
| 2001      | Culpables                        | Paula                     | Participación                                       | Canal 13           |
| 2002      | Infieles                         | Julia Gilardi             | Epi 2: "Las mujeres de mis amigos no tienen"        | Telefe             |
| 2002      | Tiempo final 3                   | Clara                     | Epi 64: "El aparecido"                              | Telefe             |
| 2003      | Soy gitano                       | Luz Reyes                 | Coprotagonista                                      | Canal 13           |
| 2005      | Doble vida                       | Soraya                    | Elenco Secundario                                   | America TV         |
| 2005      | Criminal                         | Ana Ruiz                  | Protagonista                                        | Canal 9            |
| 2006      | El tiempo no para                | Valeria                   | Protagonista                                        | Canal 9            |
| 2007      | 9 milímetros                     | Cecilia Alcantara         | Elenco Secundario                                   | Canal de la Ciudad |
| 2008      | Mujeres asesinas 4               | Lorena                    | Epi 12: "Lorena, maternal"                          | Canal 13           |
| 2009      | Televisión por la identidad      | Esther Martinelli         | Epi 3: "Nietos de la esperanza"                     | Telefe             |
| 2009      | Dromo                            | Carolina                  | Epi 4: "El trabajo"                                 | America TV         |
| 2010      | Mujeres: lo personal es político | Locución                  | Programa especial                                   | Encuentro          |
| 2011      | Maltratadas                      | María Jose                | Epi 11: "Cuestión de poder"                         | America TV         |
| 2011      | Televisión x la inclusión        | Marcela Peretti           | Epi 6 y 7: "Orden natural"                          | Canal 9            |
| 2011      | Historias de la primera vez      | Eugenia                   | Epi 9: "La primera vez y la unica"                  | America TV         |
| 2011      | Un año para recordar             | Verónica Manzanero        | Elenco Secundario                                   | Telefe             |
| 2011      | Proyecto aluvión                 | Magdalena "Magui"         | Epi 7 y 8: "Las manos de la gloria - Parte 1 y 2"   | Canal 9            |
| 2012      | Mi amor, mi amor                 | Flavia Dalton             | Coprotagonista                                      | Telefe             |
| 2012      | Amores de historia               | Mercedes                  | Epi 9: "Historia de Mercedes y Alejandro"           | Canal 9            |
| 2013      | Historias de diván               | Laura Fleir               | Epi 9: "Un divorcio conflictivo"                    | Telefe             |
| 2013      | Historia clínica                 | Aurelia Sarmiento         | Epi 7: "Domingo Faustino Sarmiento: Padre del aula" | Telefe             |
| 2013      | Historias de corazon             | Isabel                    | Epi : "El deseo de ser madre"                       | Telefe             |
| 2013      | Santos y Pecadores               | Andrea de Farías          | Epi 1: "Se presume inocente"                        | Canal 9            |
| 2015      | Cromo                            | Laura                     | Elenco Secundario                                   | TV Pública         |
| 2015      | Variaciones Walsh                | Viviana                   | Epi 9: "Nota al pie"                                | TV Pública         |
| 2015      | Conflictos modernos              | Agustina                  | Epi 8: "Postergar"                                  | Canal 9            |
| 2015-2016 | El asesor                        | Griselda Solano           | Coprotagonista                                      | 360TV              |
| 2016      | La última hora                   | Celeste Schneider         | Epi 4: "Los labios de la actriz"                    | TV Pública         |
| 2022      | Supernova                        | Isabel                    | Participación                                       | Prime Video        |
| 2022      | El hincha                        | Nancy                     | Elenco principal                                    | El nueve           |
| 2024      | El sabor del silencio            | Fiscal Cesteros           | Elenco secundario                                   | Flow               |
| 2024      | Un león en el bosque             | Agustina                  | Elenco secundario                                   | Flow               |

## Premios y nominaciones
| Año  | Premio                  | Categoría                           | Trabajo nominado  | Resultado |
| ---- | ----------------------- | ----------------------------------- | ----------------- | --------- |
| 1996 | Premios Sin Cortes      | Mejor actriz protagónica            | Patrón            | Ganadora  |
| 1996 | Premios Cóndor de Plata | Revelación                          | Patrón            | Ganadora  |
| 2002 | Premios Cóndor de Plata | Mejor actriz protagónica            | Un día de suerte  | Nominada  |
| 2002 | Premios Clarín          | Mejor actriz protagónica en cine    | Un día de suerte  | Nominada  |
| 2005 | Premios ACE             | Mejor actriz de teatro off          | Amarás la noche   | Nominada  |
| 2006 | Premios Martín Fierro   | Mejor actriz protagonista de novela | El tiempo no para | Nominada  |
| 2018 | Premios Cóndor de Plata | Actriz protagónica                  | Al desierto       | Nominada  |
| 2018 | Premios Estrella de Mar | Mejor actriz protagónica            | El ardor          | Nominada  |